# Viola tenuicornis
Viola tenuicornis är en violväxtart. Viola tenuicornis ingår i släktet violer, och familjen violväxter.

## Underarter
Arten delas in i följande underarter:
- V. t. tenuicornis
- V. t. trichosepala